# Teamchef (Trainer)
Als Teamchef bezeichnet man im Sportbereich eine bestimmte Gruppe von Trainern. Die aus Österreich stammende Wortschöpfung wird als Anglizismus wahrgenommen, setzt sich jedoch aus dem englischen Team, für Mannschaft, und dem französischen Wort Chef zusammen. Der Ausdruck Teamchef ist praktisch nur in Deutschland und Österreich gebräuchlich und wird insbesondere in anglophonen und frankophonen Kulturen nicht verstanden (siehe dazu auch Küchenchef). Allerdings gibt es in diesen Sprachen entsprechende Begriffe wie team manager, team boss und sélectionneur.

## Österreich
Hauptartikel: ÖFB-Teamchef

### Vorgeschichte
Seit seiner Gründung im Jahre 1904 bis zum Anschluss Österreichs übten englische und schottische Berater einen ausdrücklich erwünschten Einfluss auf den Österreichischen Fußball-Bund aus. Dies führte neben der Übernahme von Organisationsstrukturen und sportlichen Konzepten auch zur Einführung von englischen Fachbegriffen mit leichten Eindeutschungen: z. B. linker und rechter Back für Verteidiger, linker, rechter und Centre Half für Mittelfeldspieler, Team für Mannschaft, Club für (Sport-)Verein, Manager für (Sport-)Funktionär oder Trainer für (Sport-)Ausbilder. Anders als es in verkürzenden Berichten oft dargestellt wird, wurde die nahezu allmächtige Stellung von Hugo Meisl und dessen zeitweiligem Vertreter Heinrich Retschury zwischen 1913 und 1938 nicht als Teamchef, sondern als Verbandskapitän bezeichnet. Ansonsten waren Anglizismen aber ein wesentlicher Bestandteil des österreichischen Fußballjargons.
Während und nach dem Krieg verschwanden einige Anglizismen, wie Half und Back, andere, wie Manager oder Trainer, erhielten eine andere Bedeutung.

### ÖFB-Teamchef
Noch vor Ende des Zweiten Weltkriegs wurde die Neugründung des ÖFBs vorbereitet. Das starke Amt des Verbandskapitäns sollte jedoch geteilt werden, und so benötigte man auch eine neue Amtsbezeichnung für den verantwortlichen Leiter der Nationalmannschaft. Da Team bereits ein geläufiger Begriff war, lag Teamchef nahe, um anzuzeigen, dass sich die Zuständigkeit nur auf die Mannschaft und nicht auf den ganzen ÖFB bezieht. Erster Teamchef war Karl Zankl.
Wenn die Umstände nicht ausdrücklich eine andere Bedeutung nahelegen, bezeichnet Teamchef im österreichischen Deutsch immer den Cheftrainer der ÖFB-Auswahlmannschaft der Herren. In anderen Zusammenhängen bedarf der Ausdruck fast immer eines erklärenden Zusatzes, zumal die Inhaber ähnlicher Ämter in der Regel offiziell andere Titel tragen.
Mangels Notwendigkeit musste die Frage nach einer weiblichen Wortform noch nicht beantwortet werden.

## Deutschland
Im deutschen Fußball wird das Amt des Teamchefs installiert, wenn der tatsächlich Verantwortliche für die Mannschaft aus formalen Gründen nicht das Amt des Trainers bekleiden kann. Ausschlaggebend ist zumeist die fehlende Trainerlizenz. Prominente Beispiele sind die beiden Nationaltrainer Franz Beckenbauer und Rudi Völler, die vom DFB eingesetzt wurden:
Als nach dem Ausscheiden der DFB-Auswahl als Titelverteidiger nach der Vorrunde der Fußball-Europameisterschaft 1984 der Bundestrainer Jupp Derwall seinen Rücktritt erklärt hatte, konnte die vakante Stelle zunächst nicht besetzt werden. Der Wunschkandidat Franz Beckenbauer besaß keine Trainerlizenz der Stufe A und verfügte somit nicht über die satzungsgemäßen Voraussetzungen. Um dieses formale Problem zu umgehen, besetzte man das Amt des Bundestrainers mit dem ehemaligen Assistenztrainer Horst Köppel bzw. als dessen Nachfolger Holger Osieck und schuf das dem Bundestrainer vorgesetzte Amt des Teamchefs, das mit Beckenbauer besetzt wurde.
Nach dem Rücktritt des vergleichsweise erfolglosen Bundestrainers Erich Ribbeck wurde 2000 ähnlich verfahren: Rudi Völler wurde zunächst für ein Jahr Teamchef und Michael Skibbe (aus dem Jugendbereich von Borussia Dortmund abgeworben) sein unterstellter Bundestrainer. Völler war Sportdirektor von Bayer 04 Leverkusen, dem Verein, der Christoph Daum nicht die Freigabe als Bundestrainer erteilt hatte, und übernahm deswegen die Verantwortung. Als Daum sich aufgrund einer Drogen-Affäre als untragbar herausstellte, blieb Völler bis 2004 Teamchef.
Nach diesem Vorbild werden auch anderweitig Stellen als Teamchef eingerichtet. So wurde der in der Trainerausbildung stehende Markus Babbel 2008 Teamchef des VfB Stuttgart. 2012 wurde der ehemalige Leverkusener Spieler Sami Hyypiä zum Teamchef von Bayer 04 Leverkusen ernannt und übernahm die Mannschaft gleichberechtigt mit dem ausgebildeten Trainer Sascha Lewandowski, eine ungewöhnliche Konstellation, die auch während der Saison 2012/13 noch erhalten blieb. Sportdirektor Völler verglich die beiden mit seiner eigenen Situation als DFB-Teamchef, als er mit Skibbe einen starken Trainer an seiner Seite gehabt habe, sowie mit der von Franz Beckenbauer, unter dem er gespielt hatte.
Da die Bezeichnung Teamchef den formalen Mangel der fehlenden Trainerlizenz impliziert, wird der Begriff oft als abwertend empfunden, insbesondere wenn dieser Mangel nicht vorliegt. Im vom DFB herausgegebenen Buch 100 Jahre DFB wird der von 1998 bis 2000 amtierende Erich Ribbeck als Teamchef geführt.